# Masuleh
Masuleh ( em persa: ماسوله, também romanizado como Māsūleh, Masoleh e Masouleh é uma vila no distrito de Sardar-e Jangal, no condado de Fuman, província de Gilan, Irã . No censo de 2006, sua população era de 554 indivíduos de 180 famílias.

## Arquitetura
A arquitetura de Masuleh é única. Os edifícios foram construídos na montanha e estão interligados. Pátios e telhados servem como áreas de pedestres semelhantes às ruas. Os acessos estreitos e as muitas escadas simplesmente não possibilitam a entrada de veículos. A arquitetura de Masuleh é popularmente conhecida como a cidade onde "as pessoas caminham sobre o telhado".

## Arqueologia
Um levantamento arqueológico das cadeias montanhosas com vista para Masuleh mostra que a região montanhosa foi provavelmente ocupada por antigos pastores e nômades, pelo menos desde o fim da Idade do Bronze. Vestígios dos tempos pré-históricos, históricos e islâmicos tardios foram descobertos no topo da montanha acima de 2.500 metros acima do nível do mar. Essas montanhas foram usadas sazonalmente, pelo menos desde o final do Neolítico (5.000 aC). A evidência mais antiga da presença humana na região de Masuleh foi descoberta no topo de uma montanha, 2.400 m acima do nível do mar, não muito longe de Shah Moalem, um dos picos mais altos das montanhas Talysh de Gilan. O local indica que pastores do Neolítico tardio usavam as pastagens desses topos com seus rebanhos. O local é o assentamento sazonal mais antigo e mais elevado de pastores pré-históricos identificado até agora no sul do Mar Cáspio . Os arqueólogos descobriram fragmentos de cerâmica, ossos de animais e ferramentas de pedra que datam de cerca de 7 mil anos atrás.